# Часівоярський вогнетривкий комбінат
Часовоярський комбінат вогнетривів — відкрите акціонерне товариство, підприємство у Донецькій області, Україна.

## Історія
Витоки підприємства сягають другої пол. XIX ст. (1876, заводи В.Плещеєва).
Із 1926 року' розробку родовищ глини вели великі об'єднання: Укрсилікаттрест, Югосталь, Донуголь та ін.
У 1929 році кар'єри об'єднані в управління «Нерудкопал», яке згодом було перетворене в Часовоярське рудоуправління. У цей час в експлуатації було 9 кар'єрів: Дніпровський, Першотравневий, Артемівський, Ростовський, Фарфор, Донуголь, Югосталь, Першотравневий-біс і Червоний Жовтень. В роки перших п'ятирічок спостерігається різке збільшення видобутку глин. Якщо 1925 р. на розкривних роботах використовувався 1 екскаватор, то у 1938 р. їх парк становив 15 шт. У роки довоєнних п'ятирічок видобуток вогнетривких глин досяг 3-4 млн т/рік.
У 1933 р. відкритий кар'єр з видобутку формівних пісків. У післявоєнний період продовжувалося подальше нарощування видобутку унікальної сировини, вдосконалювалася техніка і технологія видобутку. До 1950 р. основними добувними агрегатами були глинорізні машини «Сухно». У 1949 році силами колективу рудоуправління були сконструйовані, виготовлені і впроваджені перший дослідний роторний екскаватор типу Р-1 і самохідний транспортер СТ. У 1951 році на кар'єрах став до ладу крокуючий екскаватор ЭШ-4/40№ 2 Новокраматорського машинобудівного заводу.
У 1955-56 рр. впроваджено екскаватори власної конструкції РВ-1 та ОШ-1. Результати впровадження на розкриві крокуючих екскаваторів типу ЭШ 4/40 і роторного екскаватора типу РВ-1 в поєднанні з крокуючим відвалоутворювачем визначили основний напрям подальшої комплексної механізації гірських робіт. Основний вид кар'єрного транспорту на той час — механічна канатна відкотка невеликих вагонеток по рейках колії 750 мм. Зі складу глину її вручну і тачками вантажили у вагони. Із застосуванням роторних екскаваторів і самохідних перевантажувачів глина стрічковими конвеєрами вантажилася у думпкари. У післявоєнний період експлуатувалися кар'єри: Шевченківський, Червоний Жовтень, Дніпровський, Комсомольський, ім. 30-річчя ВЛКСМ, ім. Леваневського, Югосталь, КІМ, максимальний видобуток глин досягнуто у 1959 р. — 2149,9 тис. т, видобуток формівних пісків — понад 1 млн т. У цей період відбувається інтенсивна насиченість виробництва гірничим обладнанням.
До 1965 року в механічних майстернях було виготовлено 20 екскаваторів і перевантажувачів. У 1959 році завод ім. Орджонікідзе і Часовоярське Рудоуправління об'єднані в одне підприємство — Часовоярський комбінат вогнетривких виробів, яке у 1993 р. перетворене у Відкрите Акціонерне Товариство «Часовоярський вогнетривкий комбінат».
В травні 1995 Кабінет міністрів України затвердив рішення про приватизацію комбінату. У серпні 1997 року комбінат був включений в список підприємств, які мають стратегічне значення для економіки та безпеки України .
В січні 2025 стало відомо, що територія комбінату захоплена ворогом .

## Сучасна характеристика
На початку XXI ст. основним напрямом діяльності комбінату є виробництво алюмосилікатних вогнетривів, мелених і неформівних вогнетривких матеріалів, видобуток вогнетривких глин і формівних пісків. Чисельність працюючих — 2770 чол., з яких 346 чол. Зайнято на гірничих роботах. До складу комбінату входять 5 цехів з виробництва вогнетривів, 3 кар'єра з видобутку вогнетривких глин, 1 кар'єр з видобутку формівного піску.

## Технологія розробки
Видобуток вогнетривких глин здійснюється за транспортною схемою розробки з використанням роторних екскаваторів типу Р-7, ЭРГ-250 і стрічкових конвеєрів типу КЛМ. Видобуток формівного піску здійснюється крокуючим драґлайном ЭШ 10/70, навантаження піску у вагони виконує екскаватор типу ЭКГ 4.6. Розкривні роботи на кар'єрах проводять за комбінованою системою розробки: транспортною із застосуванням одноківшевих гусеничних екскаваторів типу ЭКГ 4.6., ЭКГ-8И та автосамоскидів БелАЗ-548 і нетранспортною з використанням драґлайнів типу ЭШ 10/70 (11/70) и ЭШ 6.5/45.
Адреса: вул. Комсомольська, 1, м. Часів Яр, Донецька обл., Україна, 84551. Web-site: www.chok.ua